# Pseudochirops albertisii
Pseudochirops albertisii é uma espécie de marsupial da família Pseudocheiridae. Endêmica da ilha de Nova Guiné.